# Mayer Ebner
Mayer Ebner (hebr. מאיר אֶבּנֶר; ur. 19 września 1872 w Czerniowcach, zm. 12 grudnia 1955 w Tel Awiwie) – syjonistyczny polityk i dziennikarz. Był członkiem rumuńskiego parlamentu, zwolennikiem praw obywatelskich i samostanowienia Żydów.

## Życiorys
Urodził się w zasymilowanej mieszczańskiej rodzinie. Studiował prawo na Uniwersytecie Czerniowieckim.
Już w młodym wieku Ebner poparł koncepcję rozwoju nowego żydowskiego ruchu narodowego, ponieważ zauważył, że asymilacja Żydów się nie powiodła, a wybuchy antysemityzmu w ostatnich dekadach XIX wieku wymagają zmian. W 1891 roku, wykorzystując model stowarzyszenia Kadimah (stworzonej przez studentów żydowskich w Wiedniu) utworzył Hasmonäain Cernăuți. W ramach tego projektu pracował z Philipp Menczel, Isak Schmierer i Josef Bierer.
W 1894 roku Ebner był redaktorem Das Jüdische Echo, pierwszej publikacji z Bukowiny z żydowskim programem krajowym.
Z entuzjazmem przyjął artykuł Theodora Herzla Państwo żydowskie (niem. Der Judenstaat).
Uczestniczył w pierwszym Kongresie Syjonistycznym w Bazylei, który odbył się w 1897 roku, stając się jednym z pionierów idei syjonistycznej w Bukowinie.
Prowadził kampanię, by zaangażowować organizacje syjonistyczne w życie polityczne. Uczestniczył w sprawie utworzenia Żydowskiej Partii Narodowej w Bukowinie kierowanej przez Benno Strauchera. Ebner ostatecznie opuścił partię, a wraz z Leonem Kellnerem, stworzył w 1910 roku konkurencyjną organizację – Ludową Radę Żydowską (niem. Der jüdische Volksrat), która w latach 1911 i 1912 odnosiła sukcesy w wyborach lokalnych i gminnych.
Sam Ebner został wybrany do rady gminnej w Czerniowcach.
W 1914 roku do Czerniowiec wkroczyły wojska rosyjskie. Po zajęciu miasta Ebner został aresztowany i zesłany na Syberię, gdzie pozostał do sierpnia 1917. Po powrocie reprezentował syjonistów jako lider Krajowej Rady Żydowskiej w Bukowinie, która powstała w październiku 1918 roku, kiedy upadła habsburska monarchia i Bukowina została wcielona do Rumunii.
Ebner prosił nowe władze o przestrzeganie praw cywilnych Żydów z Bukowiny, a także o natychmiastowe przyznanie takich praw dla wszystkich Żydów w Rumunii.
W 1919 roku Ebner założył gazetę Ostjüdische Zeitung (Wschodnia Gazeta Żydowska), którą zarządzał aż do jej upadku w 1938 roku.
Zapewnił ochronę i rozwój żydowskich instytucji gminnych w Bukowinie, podczas kampanii na rzecz emigracji do Palestyny i rozpowszechniania j. hebrajskiego.
W latach 1926–1933 (z wyjątkiem lat 1931/32) Ebner był posłem lub senatorem organów ustawodawczych w parlamencie rumuńskim, śmiało broniąc interesów mniejszości żydowskiej i odpierając dyskryminacyjne tendencje i coraz częstsze antysemickie ekscesy.
W 1931 roku brał udział w tworzeniu pro-syjonistycznej Żydowskiej Narodowej Partii Rumunii, która była pierwotnie przeciwieństwem wobec Związku Żydów Rumuńskich pod przewodnictwem Wilhelma Fildermana.
Jednak w 1936 roku Żydowska Partia Narodowa zawarła sojusz ze Związkiem Żydów Rumuńskich, żeby oprzeć się antysemickim rumuńskim siłom prawicowym.
Ebner wyemigrował do Palestyny w 1940 roku.
W Palestynie, zaproponował „dualistyczne” rozwiązanie konfliktu politycznego i terytorialnego między Żydami i Arabami na podstawie instytucjonalnego modelu monarchii austro-węgierskiej.
Ebner było jedynym przywódcą syjonistycznym, któremu udało się połączyć działalność syjonistyczną z polityczną i kulturalną walką w celu ochrony tożsamości, praw i swobód Żydów w diasporze. Udało mu się to przede wszystkim z powodu zdolności organizacyjnych i umiejętności oratorskich.
Zmarł w 1955 roku i został pochowany na cmentarzu Nachalat Jicchak.